# جيم براون (كرة سلة)
جيم براون (بالإنجليزية: Jim Browne)‏ مواليد 3 أكتوبر 1930 في ميدلوثيان - الوفاة 23 أبريل 2003، كان لاعب كرة سلة أمريكي. بدأ مسيرته الاحترافية في سنة 1948. بلغ طوله 6 قدم 10 بوصة (2.1 م). لعب مع شيكاغو ستايغس في الرابطة الوطنية لكرة السلة. اعتزل اللعب في 1950.

## روابط خارجية
- جيم براون على موقع إن بي أي (الإنجليزية)
- جيم براون على موقع سبورتس رفرنس (الإنجليزية)
- جيم براون على موقع ريلجم (الإنجليزية)
- جيم براون على موقع بروبوليرز (الإنجليزية)